# Miquel Àngel Pericàs i Brondo
Miquel Àngel Pericàs i Brondo (Palma, 1951) és un enginyer químic mallorquí.

## Biografia
Format en Enginyeria Química a l'Institut Químic de Sarrià (1973) i en Química a la Universitat de Barcelona, es doctorà en química orgànica per la UB el 1979, sota la direcció de Fèlix Serratosa i Palet. Posteriorment, va fer estudis postdoctorals al CSIC amb el professor Francesc Camps, i posteriorment es va traslladar al Departament de Química Orgànica de la Universitat de Barcelona el 1980 com a professor adjunt.
La investigació de Miquel A. Pericàs s'ha caracteritzat per l'ús d'un enfocament teòric-experimental combinat per a l'estudi de problemes químics en els camps de la química orgànica i organometàl·lica. Les seves línies de recerca s'encaminen, principalment, cap al disseny i la síntesi de lligands modulars per a la catàlisi enantioselectiva amb interès pràctic, l'estudi d'aspectes sintètics i mecanícs de la reacció de Pauson-Khand i la síntesi i les aplicacions de nanopartícules metàl·liques. És autor o coautor d'una extensa bibliografia que inclou prop de 280 publicacions científiques i 6 capítols de llibres, i és co-inventor de 26 patents. Ha estat president de la Societat Catalana de Química i és vicepresident de la Reial Societat Espanyola de Química. Durant la seva trajectòria professional, el Dr. Pericàs va participar en la posada en marxa del Parc Científic de Barcelona i de l'IRB Barcelona, i és soci fundador d'Enantia, SL.
Amb la dissolució de la Societat Catalana de Ciències Físiques, Químiques i Matemàtiques (SCCFQM) i la constitució de la Societat Catalana de Química (SCQ), Pericàs, que ja era president de la Secció de química de la SCCFQM des de l'any anterior, fou el nou primer president d'aquesta, al capdavant d'una comissió gestora, entre els anys 1986 i 1987. Des del 1991 fou catedràtic de química orgànica a la Universitat de Barcelona i des del 2003 director de l'Institut Català d'Investigació Química. L'any 2020 cessà en el càrrec de director de l'ICIQ. I el mes de març de l'any 2022 causa baixa de l'ICIQ com Group Leader.
Arran d'un informe de fiscalització de la Sindicatura de Comptes sobre la Fundació Institut Català d'Investigació Química (ICIQ) que ell va dirigir, es van detectar incompliments en la normativa d'incompatibilitats en alguns contractes i un alt grau de discrecionalitat en fixar els salaris dels empleats. La Sindicatura de Comptes, després d'escoltar les al·legacions exposades pels representants de l'ICIQ, va concloure que no hi havia cap anomalia en la direcció del centre, tot i que una part de l’informe inicial no es va modificar perquè es varen desestimar les al·legacions dels representants de l'ICIQ.
L'any 2000 va ser nomenat primer director de l'Institut Català d'Investigació Química (ICIQ). Fins al 2020. Passa a ser Group Leader i al març de 2022 deixa de formar part del centre. El 2016 va assumir la direcció general del Barcelona Institute of Science and Technology (BIST), succeint en el càrrec Montserrat Vendrell, primera directora de l'entitat, que inicia una nova etapa professional com a emprenedora en el sector privat.
Pericàs és membre de la Reial Societat Espanyola de Química, de la qual fou vicepresident entre els anys 2006 i 2011. També ho és de la Societat Catalana de Química, que presidí entre els anys 1986 i 1987, i de la Societat Química Americana, i és Fellow de la Royal Society of Chemistry, des del 2014.

## Reconeixements
L'any 2000, va rebre la "Distinció de la Generalitat de Catalunya per a la Promoció de la Recerca Universitària", i l'any 2001, el premi Janssen-Cylag a la Investigació en química orgànica, atorgat per la Reial Societat Espanyola de Química. L'any 2005 la Generalitat de Catalunya li atorgà la Medalla Narcís Monturiol per haver contribuït de forma destacada al progrés científic de Catalunya.